# Chrobák jednorohý
Chrobák jednorohý (Bolbelasmus unicornis) je druh brouka z čeledi chrobákovití (Geotrupidae). Pro svůj bioindikační význam byl zařazen do příloh II a IV Směrnice Evropské unie o stanovištích (druhy vyžadující vyhlášení zvláštních chráněných území a druhy vyžadující přísnou ochranu) a do novelizované přílohy 1 rezoluce č. 6 Bernské úmluvy (druhy vyžadující zvláštní opatření na ochranu stanovišť) z roku 2011. V ČR je dnes považován za vyhynulý druh, poslední známý nález pochází z roku 2004 z tzv. Mansonovy stepi nedaleko Čejče. Před svým vymizením v ČR se vyskytoval v okolí Čejče; historické záznamy existují i ze střední a severovýchodní Moravy a ze středních Čech.

## Popis

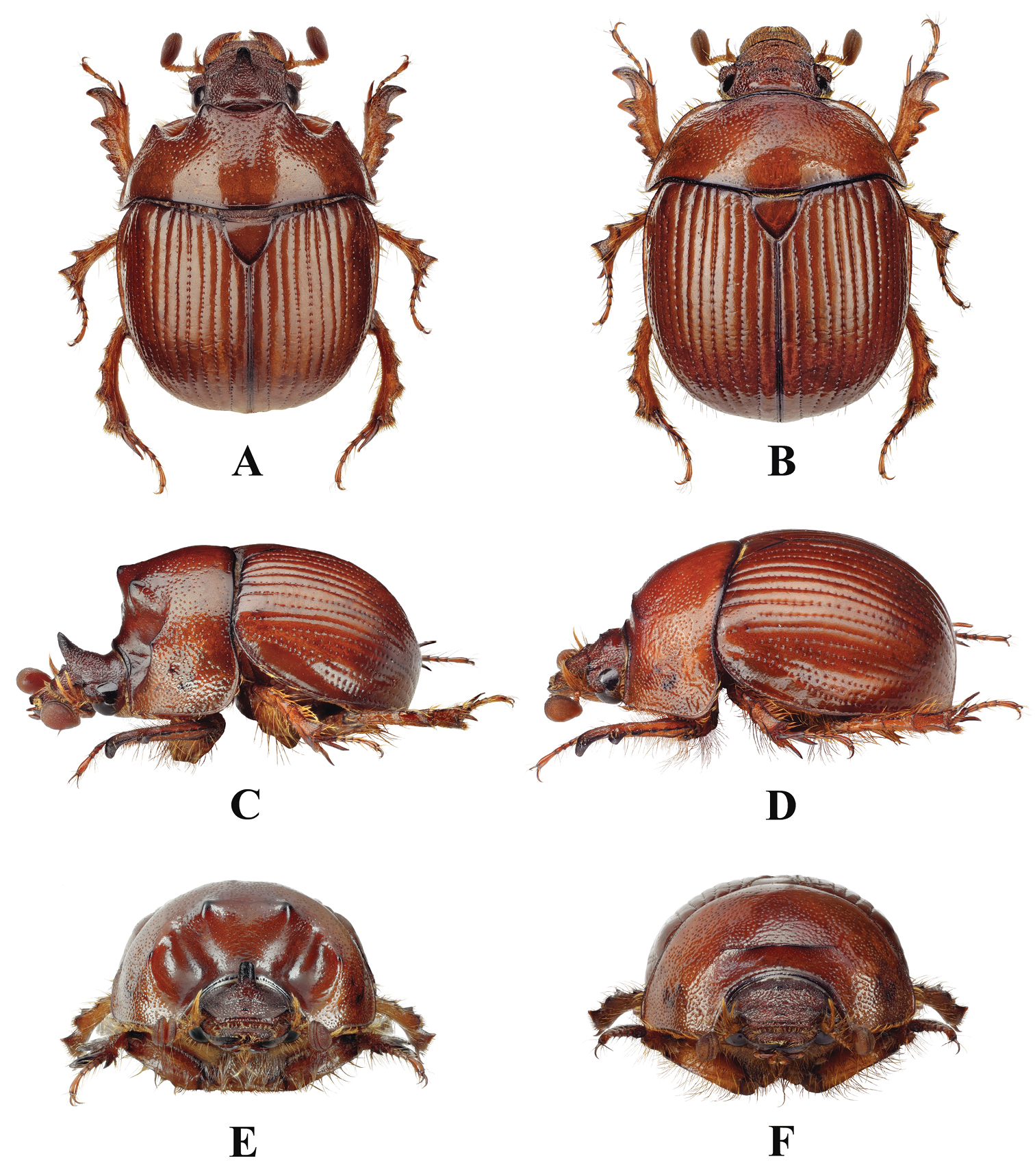
Chrobák jednorohý (Bolbelasmus unicornis), samec a samice

Velikost těla chrobáka jednorohého se pohybuje v rozmezí 9,5–14,5 mm. Tělo má kulovitý tvar a je silně klenuté. Jeho zbarvení je rezavé a má lesklý povrch. U čerstvě vylíhlých jedinců bývá zbarvení sytě oranžové. Samci mají na hlavě krátký, nepohyblivý roh. Na přední straně štítu jsou čtyři hrbolky a dva výrazné vtlaky. Naproti tomu samice je jak bez rohu na hlavě, tak bez hrbolků a prohlubní na štítu (na přední straně štítu má jen ostrý příčný kýl). Malí samci mají někdy na hlavě místo rohu jen malý hrbolek. U některých samců je roh nebo hrbolek zakončen dvěma vrcholky.

## Zeměpisné rozšíření
Centrem rozšíření chrobáka jednorohého je Panonská pánev a přilehlé oblasti na východě a jihovýchodě. Byl zaznamenán ve Francii (Alsasko), severní Itálii, jižním Německu, Švýcarsku, Rakousku, Polsku, České republice, na Slovensku, v Maďarsku, Slovinsku, Chorvatsku, Srbsku, Bosně a Hercegovině, Albánii, Rumunsku, Moldávii, Bělorusku, na Ukrajině, v Bulharsku a západním Turecku. Nejvíce nálezů je z Maďarska a jižního Slovenska.

## Ekologie a ochrana
Chrobák jednorohý tráví většinu svého života pod zemí, dospělci létají od května do září krátce po západu slunce, výjimečně i okolo půlnoci, a to pomalým letem nízko nad zemí (10–50 cm). Při letu bzučí podobně jako sršeň obecná nebo čmeláci, ale o něco slaběji. Někdy se nechají přilákat k umělým zdrojům světla, většina letících jedinců však vykazuje světloplachost. Při odchycení nebo vyrušení (např. vykopání ze země) hlasitě stridulují.
Jedná se o stenotopní druh vázaný na stepní a lesostepní stanoviště s přirozeným vegetačním krytem. Obývá především nížiny a nižší pahorkatiny (průměrná nadmořská výška všech známých lokalit je 220 m n. m.). Jeho základním nárokem je absence chemického znečištění a půda nenarušená zemědělskou nebo stavební činností. Ohrožení druhu spočívá především ve ztrátě vhodných stanovišť přeměnou lokalit na zemědělskou půdu a stavební parcely. Dalším ohrožujícím faktorem je zarůstání lokalit nepůvodními invazními druhy rostlin (např. pajasanem žláznatým, trnovníkem akátem nebo netvařcem křovitým). Stejně tak může mít na populace tohoto chrobáka významně negativní vliv nevhodný ochranářský management. Sem patří například nadměrné odstraňování původních keřů a stromů z lokalit nebo příliš intenzivní pastva hospodářských zvířat, například ovcí. Důsledkem tohoto nevhodného hospodaření je vysychání a tvrdnutí půdy, v níž dospělci chrobáka jednorohého tráví většinu času. V suché, tvrdé půdě se broukům špatně hrabe a navíc se v ní nedaří hypogeickým houbám, které jsou zřejmě potravou dospělců. Vzhledem k pravděpodobně velmi nízké populační dynamice a plodnosti samic nelze vyloučit, že na izolovaných malých lokalitách může mít nezanedbatelný negativní vliv na populace druhu také intenzivní sběr jedinců za účelem získání materiálu pro entomologické sbírky.